# Mühltroff
Mühltroff ist ein Ortsteil der Stadt Pausa-Mühltroff im Vogtlandkreis in Sachsen. Die Stadt wurde mit ihren beiden Ortsteilen Langenbach und Kornbach am 1. Januar 2013 in die Stadt Pausa/Vogtl. eingemeindet, die sich dadurch in Pausa-Mühltroff umbenannte. Vorher war Mühltroff die kleinste Stadt im sächsischen Vogtlandkreis und die westlichste Stadt Sachsens.
Zwischen 1952 und 1992 gehörte Mühltroff wie sein späterer Ortsteil Langenbach zum Kreis Schleiz im Bezirk Gera bzw. ab 1990 im Freistaat Thüringen. Durch einen Staatsvertrag kamen sie am 1. April 1992 zum sächsischen Landkreis Plauen, dem Kornbach im Gegensatz zu den beiden Orten bereits angehörte.

## Geographie

### Geographische Lage
Mühltroff ist die westlichste Stadt Sachsens. Sie liegt im Nordwesten des Vogtlandkreises und im sächsischen Teil des historischen Vogtlands. Im Nordwesten und im Süden grenzt der Ort an das thüringische Vogtland. Bezüglich des Naturraums gehört Mühltroff zum Südostthüringer Schiefergebirge (Naturraum Vogtland). Der Ort wird vom östlichen Saale-Zufluss Wisenta durchflossen, die nördlich von Mühltroff als Talsperre Lössau angestaut ist.

### Nachbarorte
| Langenbuch (Thüringen) | Thierbach                                   | Linda               |
| Langenbach             | Kompassrose, die auf Nachbargemeinden zeigt | Ranspach            |
|                        | Unterkoskau (Thüringen)                     | Kornbach, Schönberg |

### Ortsgliederung
Zur Ortschaft Mühltroff gehören das südsüdöstlich gelegene Dorf Kornbach und das westsüdwestlich gelegene Dorf Langenbach, welche am 1. Januar 1993 bzw. am 1. Januar 1994 eingemeindet wurden.

## Geschichte

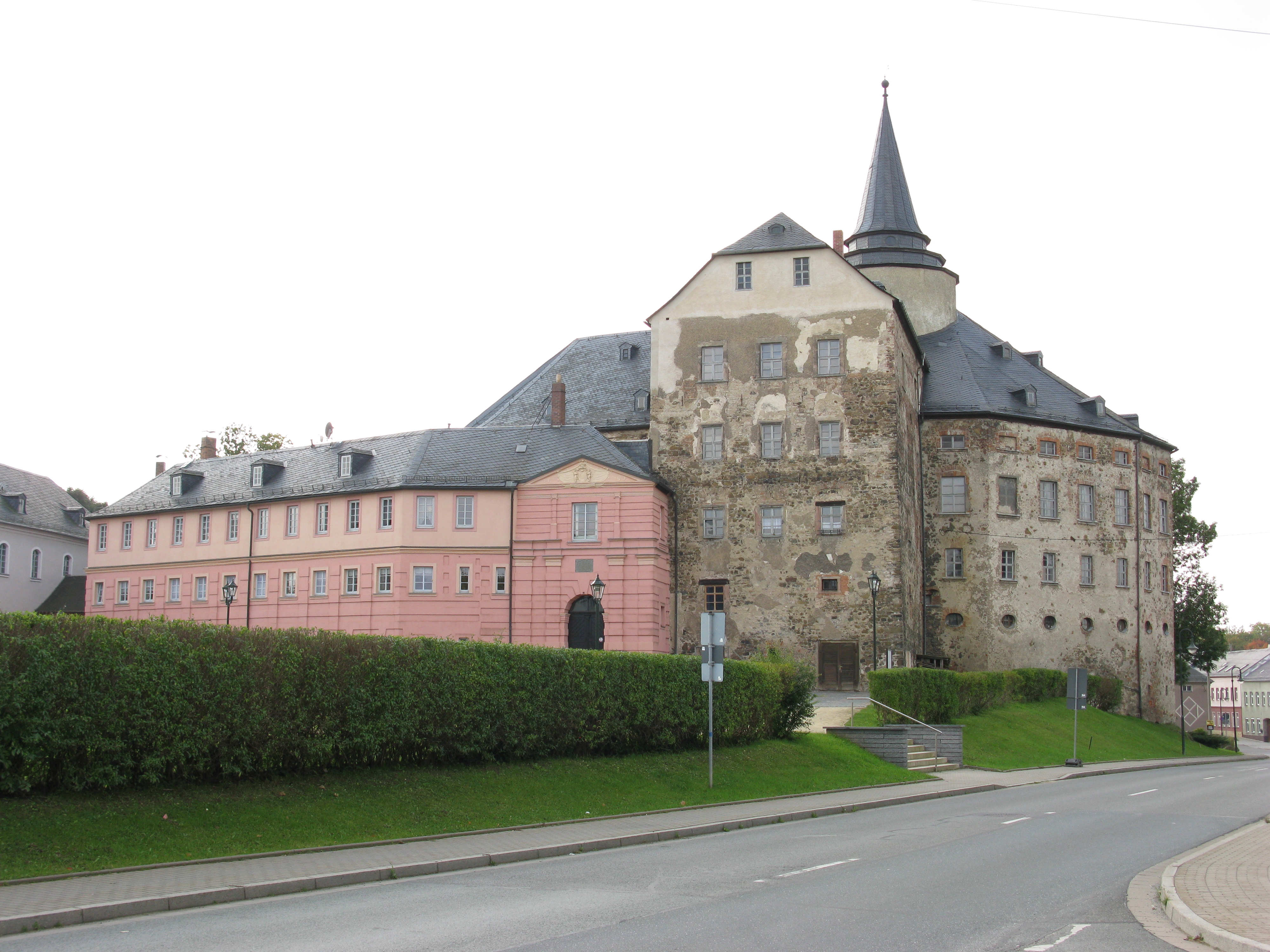
Burg Mühltroff

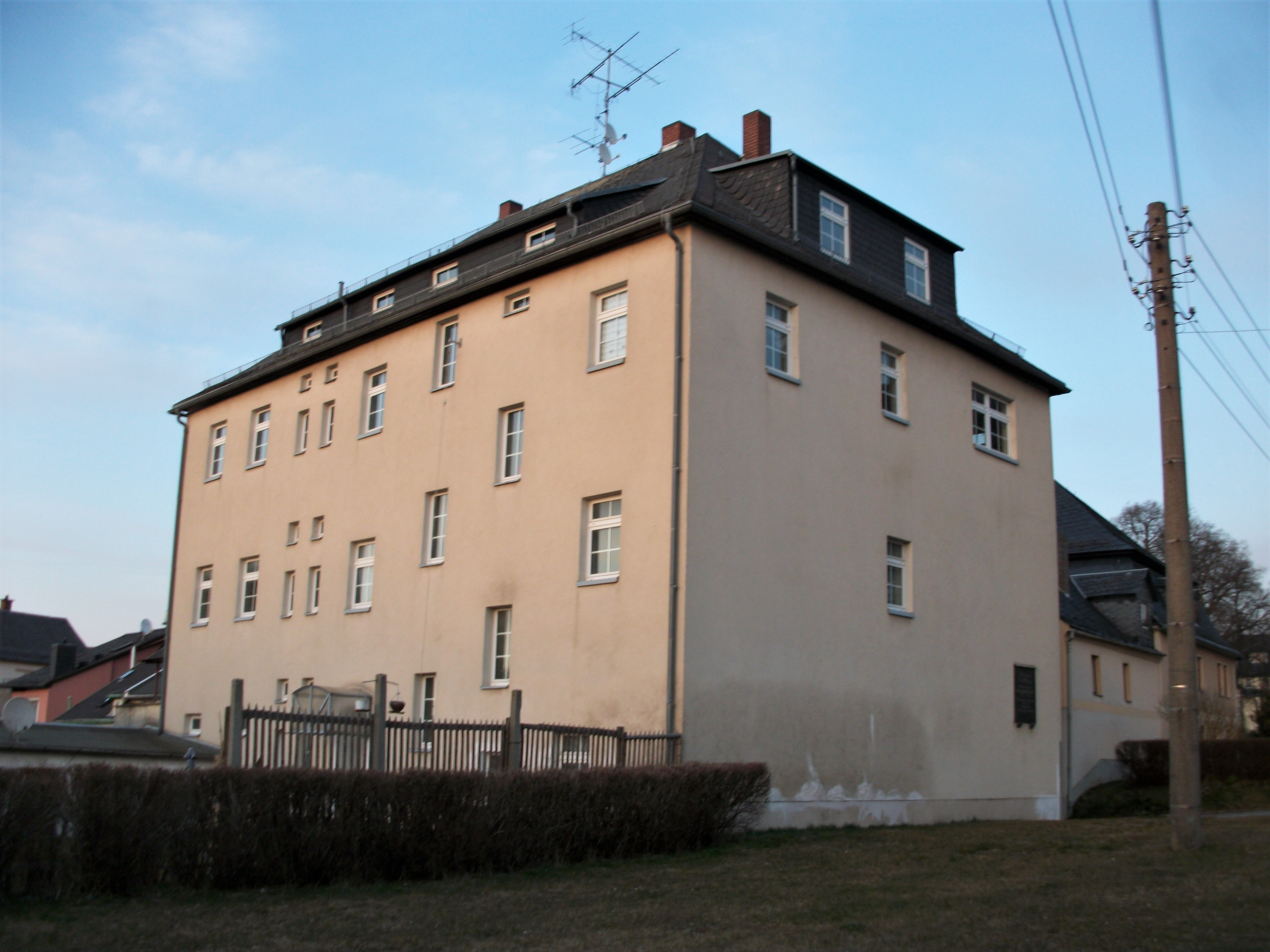
Ehemaliges Amthaus Mühltroff

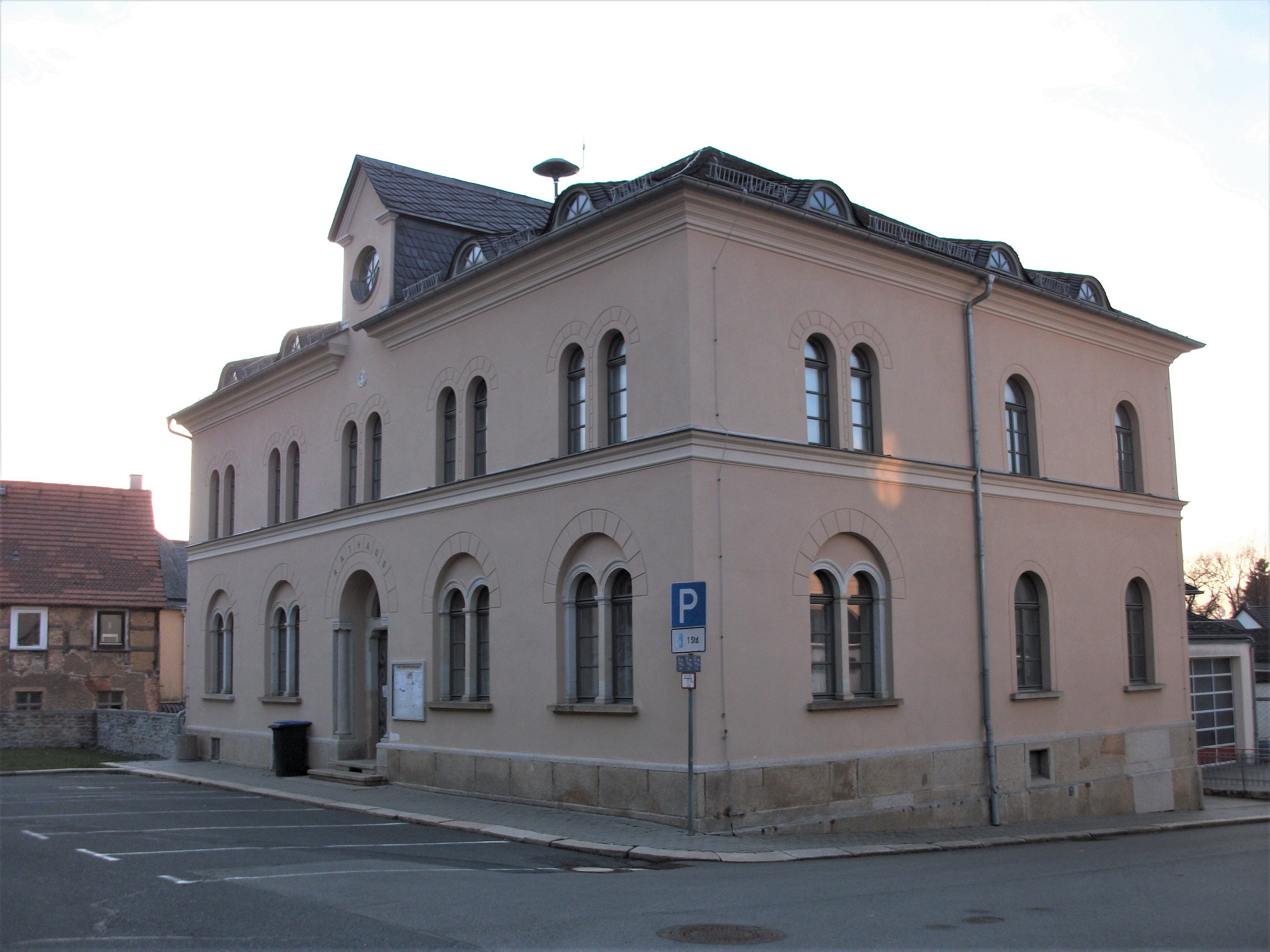
Rathaus Mühltroff

Bereits im 10. bis 11. Jahrhundert wurde die Burg Mühltroff vermutlich zur Festigung der Herrschaft deutscher Kaiser, die Ritter zum Schutz gegen die Angriffe der Sorben mit ihren Befestigungen belehnten, gegründet. Die als Angerdorf angelegte Siedlung Muldorf wurde erstmals 1274 erwähnt. Der Name von Mühltroff leitet sich von Muldorf ab, weil es im Ort mehrere Mühlen gab. Es waren meist Wassermühlen, die wohl älteste aus dem 14. Jahrhundert ist die Stadtmühle, sie wird heute als Wohngebäude genutzt.
Vor 1274 war die Herrschaft Mühltroff, welcher die Stadt Mühltroff bezüglich der Grundherrschaft unterstand, im Besitz der Herren von Lobdeburg. 1349 wird das Schloss, „castrum“ genannt, als Meißnisches Lehen im Lehnbuch Friedrichs des Strengen erwähnt und ist Sitz des Vogtes von Plauen, Herr zu „Muldorf“. 1357 mussten die Plauener Vögte das Schloss an die Wettiner Markgrafen-Brüder Balthasar und Wilhelm abgeben, die dann verschiedene Vasallengeschlechter damit belehnten.
Seit 1367 ist Mühltroff als Stadt bezeugt. Der Weißfisch auf dem Stadtwappen zeugt vom ehemaligen Fischreichtum der Stadt mit ihrem großen Teich. Nach einem Hochwasser im 16. Jahrhundert in Mühltroff soll einmal ein Weißfisch auf dem Ratstisch gelegen haben. Seitdem ist er das Erkennungszeichen der Stadt. Im 15. Jahrhundert wurde die erste Textilmanufaktur in der Herrenstraße erwähnt. Die Textilindustrie bildet bis heute ein festes Standbein in Mühltroff. Im Schloss befindet sich heute auch ein Textilmuseum. Mühltroff besaß ursprünglich zwei Kirchen, die Stadtkirche und die heute noch erhaltene Schlosskirche. Nachdem die baufällige Stadtkirche im 17. Jahrhundert abgebrochen wurde, erhielten die Bürger von Mühltroff Gastrecht in der Schlosskirche. Im ausgehenden 18. Jahrhundert ließ Graf Kospoth außerhalb der Stadt am Lämmerhügel (heute Schafhof) ein Lustschloss erbauen, umgeben von einem großen Park mit Pavillons, doch verausgabte sich der Graf finanziell, sodass er von seiner Frau verlassen wurde und fortan in wenigen, kleinen Zimmern des Schlosses wohnte, wo er beim Schlossbrand 1817 ums Leben kam. Vom Lustschloss ist heute nichts mehr vorhanden.
Die Stadt Mühltroff gehörte bis 1856 zum kursächsischen bzw. königlich-sächsischen Amt Plauen. Im Jahr 1856 wurde sie dem Gerichtsamt Pausa und 1875 der Amtshauptmannschaft Plauen angegliedert. Mit der Eröffnung der Bahnstrecke Schönberg–Schleiz erhielt Mühltroff im Jahr 1887 einen Bahnhof.
Durch die zweite Kreisreform in der DDR wurde die bisher sächsische Stadt Mühltroff gemeinsam mit seinen Nachbarorten Langenbach, Thierbach, Langenbuch und Dröswein im Jahr 1952 dem Kreis Schleiz im Bezirk Gera angegliedert, welcher ab 1990 als thüringischer Landkreis Schleiz fortgeführt wurde.
Auf Grundlage des Staatsvertrages zwischen Thüringen und Sachsen wechselten Mühltroff, Langenbach und Thierbach gemeinsam mit den Orten Ebersgrün, Pausa/Vogtl., Ranspach und Unterreichenau (bisher Kreis Zeulenroda) am 1. April 1992 zum sächsischen Landkreis Plauen, während Langenbuch und Dröswein beim thüringischen Landkreis Schleiz verblieben. Die Eingemeindung des südlichen Nachbarorts Kornbach erfolgte am 1. Januar 1993, der westliche Nachbarort Langenbach folgte am 1. Januar 1994. Da Kornbach bereits vor 1992 sächsisch war, gehört das Dorf zum „sächsischen“ Postleitzahlengebiet „08“, während Mühltroff und Langenbach zum „thüringischen“ Postleitzahlengebiet „07“ gehören. Der Personenverkehr auf der Bahnstrecke Schönberg–Schleiz endete am 9. Dezember 2006. Bereits am 30. Juni 2007 nahm der Förderverein Wisentatalbahn den Betrieb mit Sonderzügen nach einem besonderen Fahrplan wieder auf, wodurch auch der zum Haltepunkt degradierte Bahnhof Mühltroff bei diesen Sonderfahrten angefahren wird.
Am 10. Januar 2000 wurde eine Verwaltungsgemeinschaft zwischen der Stadt Mühltroff und der Stadt Pausa/Vogtl. mit dem Namen Verwaltungsgemeinschaft Pausa gebildet. Zum 1. Januar 2013 wurde die Verwaltungsgemeinschaft aufgelöst und die Stadt Mühltroff mit seinen beiden Ortsteilen in die Stadt Pausa eingegliedert. Die Einheitsgemeinde trägt den Namen Pausa-Mühltroff.
| Wahl                              | Bürgermeister      | Vorschlag | Wahlergebnis (in %) |
| --------------------------------- | ------------------ | --------- | ------------------- |
| Auflösung (siehe Pausa-Mühltroff) |                    |           |                     |
| 2008                              | Christine Weinrich | Weinrich  | 98,6                |
| 2001                              | Christine Weinrich | Weinrich  | 69,5                |

### Religionen

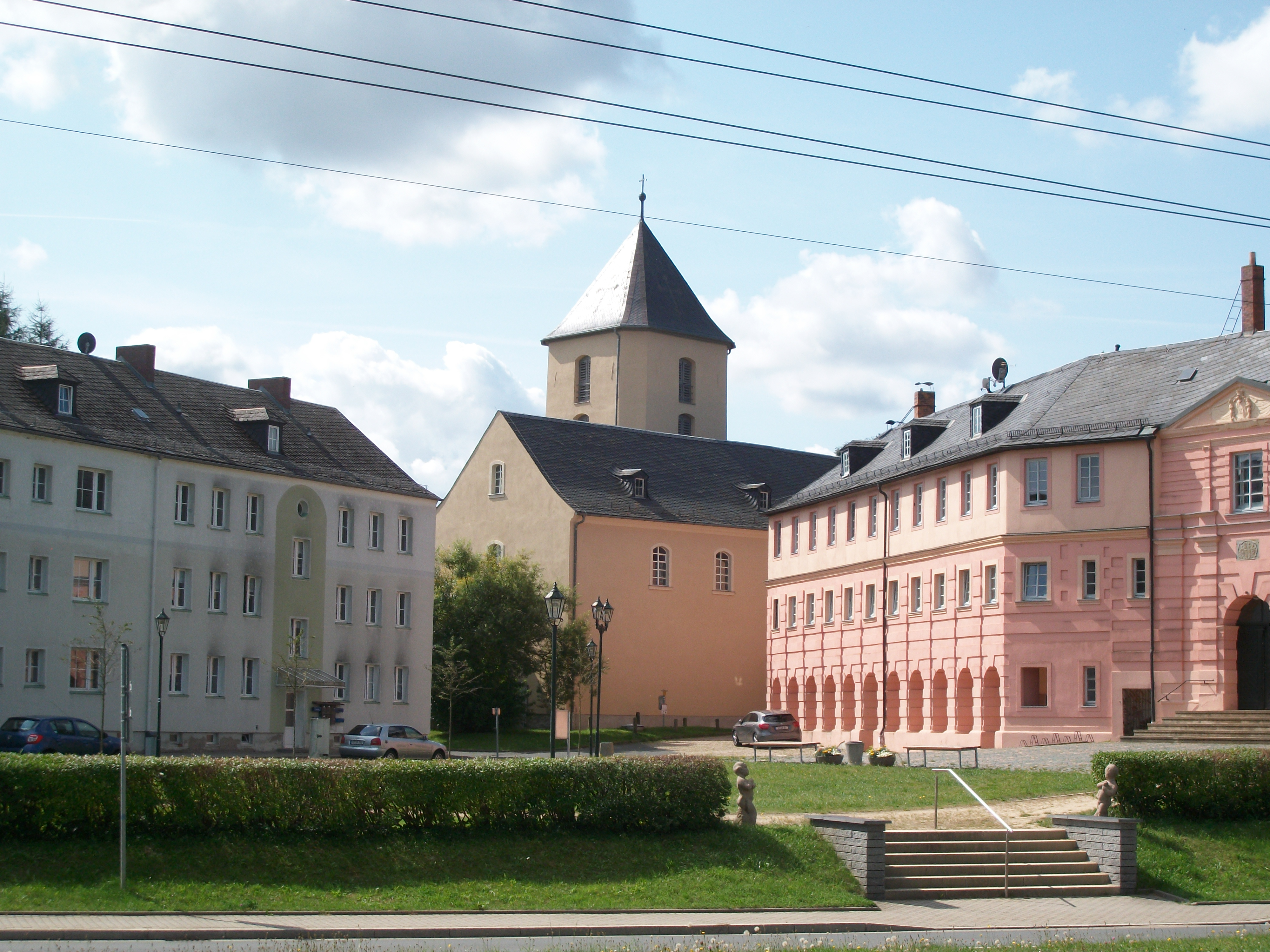
Schlosskirche Mühltroff

Die Bevölkerung ist überwiegend evangelisch, welche die Schlosskirche als Gotteshaus nutzt. Im Schloss befindet sich aber auch eine katholische Kapelle, außerdem gibt es noch eine neuapostolische Gemeinde.

### Eingemeindungen
- 1. Januar 1993: Kornbach
- 1. Januar 1994: Langenbach

### Einwohnerentwicklung
Entwicklung der Einwohnerzahl (ab 1998 jeweils 31. Dezember):
| - 1834: 1509 - 1910: 1889 - 1998: 2122 - 1999: 2066 | - 2000: 2060 - 2001: 2031 - 2002: 2007 - 2003: 1978 | - 2004: 1959 - 2007: 1851 - 2008: 1829 |

## Sehenswürdigkeiten
- Schloss Mühltroff, Wahrzeichen des Ortes
- DDR-Museum Mühltroff
- Bahnhof Mühltroff, Halt der touristisch betriebenen Wisentatalbahn.

## Verkehr

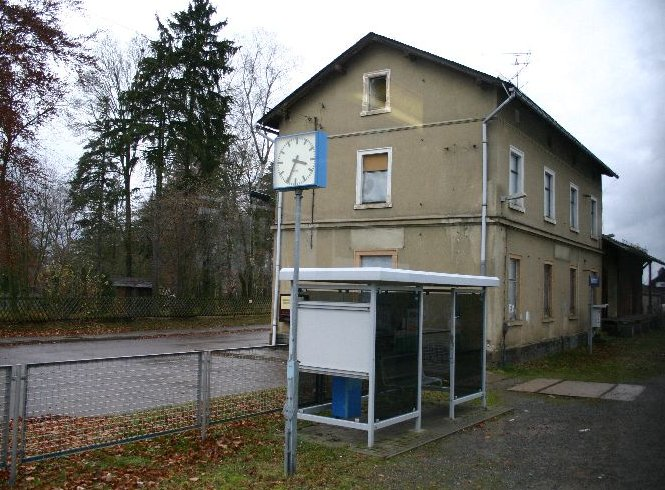
Bahnhof Mühltroff (2006)

Durch Mühltroff führt die Bundesstraße 282, von der im Ort die Staatsstraße 318 abzweigt.
Der Bahnhof Mühltroff liegt an der Strecke Schönberg–Schleiz, die von DB Netz an die Deutsche Regionaleisenbahn verpachtet ist. Der regelmäßige Personenverkehr wurde 2006 eingestellt. Seit 2007 verkehren vereinzelt Sonderzüge des Fördervereins Wisentatalbahn.
Die Landesbedeutsame Buslinie 41 (TaktBus) im Verkehrsverbund Vogtland ermöglicht Verbindungen im Zweistundentakt mit Plauen, Pausa und Zeulenroda. Außerdem verkehrt die Linie 143 des KomBus nach Schleiz und Plauen.

## Persönlichkeiten

### Söhne und Töchter von Mühltroff
- Otto Carl Erdmann von Kospoth (1753–1817), Komponist und königlich preußischer Kammerherr
- Carl Theodor Dietzsch (1819–1857), Jurist und Mitglied der Frankfurter Nationalversammlung von 1848
- Otto Heubner (1843–1926), Begründer der wissenschaftlichen Pädiatrie in Deutschland
- Max Ludwig Zschommler (1855–1915), Lehrer und Heimatforscher
- Emil R. Müller (1879–1950), Steindrucker, Schriftsteller und Redakteur, publizierte auch unter dem Pseudonym Sonnen-Müller
- Max Frotscher (1894–1979), Heimatforscher und Genealoge
- Herbert Huster (1921–2005), Zeitungsverleger
- Birgit Dankert (* 1944), Bibliotheks- und Informationswissenschaftlerin

### Persönlichkeiten, die mit Mühltroff in Verbindung stehen
- Adam Heinrich Meißner (1711–1782), lutherischer Geistlicher und Philosoph, Pfarrer von Mühltroff
- Karl Ludwig Ferdinand Blanckmeister (1819–1883), Jurist und Politiker, Bürgermeister in Mühltroff